# Maison de Sainte-Pélagie
Pour les articles homonymes, voir Sainte-Pélagie.

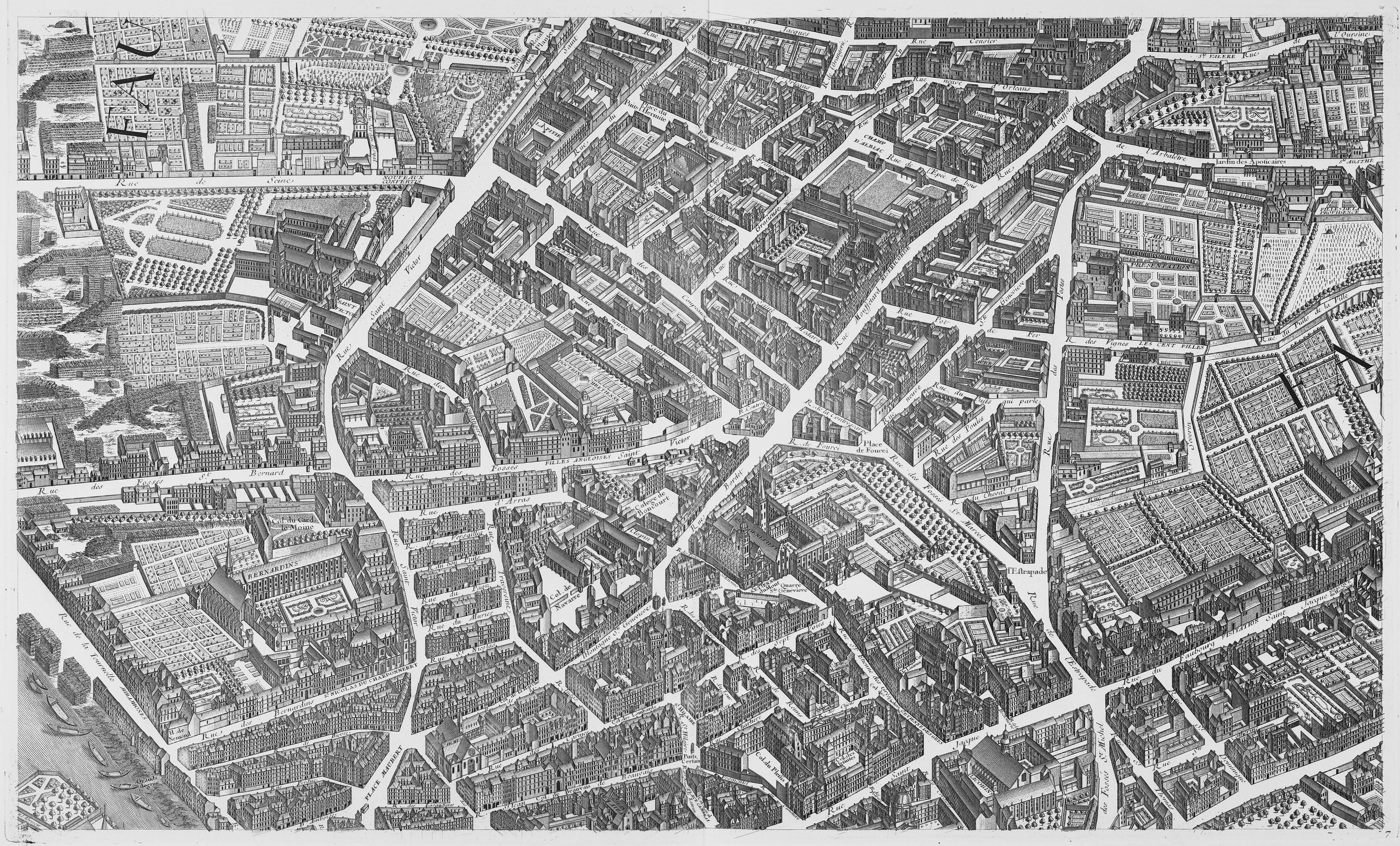
La maison de Sainte-Pélagie sur la carte de Paris de Turgot en 1739.

La maison de Sainte-Pélagie, sise à Paris sur la Place du Puits-de-l'Ermite, est un établissement qui servait, sous l’Ancien Régime, à la fois de maison de force et de maison de retraite.

## Historique
Fondée par Mme de Miramion pour soustraire les prostituées à leur négoce, elle comptait au nombre de ses bienfaitrices Madeleine Blondeau, veuve de Michel d’Aligre, dont un magnifique mausolée dans la chapelle, dû à Antoine Coysevox, rappelait la mémoire. Des lettres patentes de Louis XIV vinrent confirmer, en 1691, cet établissement comme maison de refuge et de détention pour les femmes de mauvaises mœurs, mais la police y enfermait volontiers des femmes tout à fait honorables.
Depuis 1754, Sainte-Pélagie était sous la direction des Hospitalières de Saint-Thomas-de-Villeneuve. On y recevait et enfermait, en vertu de lettres de cachet, des femmes et filles débauchées. Malgré l’abolition des ordres de détention arbitraire, il s’y trouvait encore, au mois d’avril 1790, 5 prisonnières détenues par ordre du Roi, savoir : une religieuse folle, une autre convaincue de vols, une religieuse de l’Ave-Maria exclue de son couvent pour la méchanceté de son caractère, une bourgeoise de peu de conduite et pas assez intelligente pour gouverner sa maison, enfin une autre personne séquestrée depuis 1750 on ne savait pour quel motif, et qui restait de son plein gré dans la maison.
Indépendamment de ces prisonnières, Sainte-Pélagie recevait encore des filles et femmes repentantes et surtout des jeunes filles enceintes, qui venaient chercher un refuge et cacher leur grossesse, afin d’échapper au déshonneur. Au nombre de 13, elles étaient payaient toutes une pension, fixée au minimum à 450 livres, et jouissaient d’une entière liberté ; leur nom de famille n’était même pas connu et elles prenaient un nom de sainte. Cette maison dispensait, en quelque sorte, un ancêtre de l’accouchement sous X. Toutefois le faible nombre de repenties volontaires fit que la bienfaisance le céda, presque aussitôt, après à la détention, lorsqu’on y se mit à y enfermer, contre leur gré, des femmes considérées comme de mauvaise vie.
Dans la partie de la maison de Sainte-Pélagie, du côté de la rue de la Clef, ayant entrée et sortie sur la rue Copeau, se trouvait un pensionnat dit de Saint Thomas de Villeneuve, pour l’éducation de jeunes demoiselles, au nombre de 40, qui payaient d’abord 300, puis 350 livres de pension, en raison du renchérissement des vivres. À l’intérieur de cet établissement vivaient en chambre 16 pensionnaires de bonne volonté.
Sainte-Pélagie ne possédait comme revenu que 4 787 livres de rente et le produit fort précaire des pensions, aussi cette maison avait-elle beaucoup de peine à se soutenir, malgré une économie sévère dans sa gestion. La supérieure, nommée par le Grand-Bureau de l’Hôpital-Général, et chargée de la comptabilité, rendait tous les trois mois ses comptes aux administrateurs de cet hôpital. Elle  était secondée dans la direction intérieure de la maison par 7 religieuses et 4 sœurs converses, avec 3 domestiques et un portier.
En 1790, la Révolution ouvrit les portes de Sainte-Pélagie et, deux ans plus tard, la Commune de Paris en convertit les bâtiments en prison, à vocation politique, à partir de septembre 1793.

« On ne peut que vanter, les mérites de la Maison de Sainte-Pélagie, tenue à Paris par les religieuses de l’ordre de Saint Thomas de Villeneuve, qui accueille les prostituées repentantes mais sert « aussi d’asile aux filles d’une certaine classe, qui, recommandées à la supérieure et connues d’elle, viennent y faire en secret leurs couches, et échapper ainsi à la honte et aux reproches publics. Elles y trouvent consolation, bon traitement, secours nécessaires, secret absolu, et sécurité complète. Ces asiles devraient être multipliés dans Paris, et répandus dans les provinces. Que de réputations ils sauveraient ! Que d’enfants en seraient conservés, et combien de filles seraient, par la confiance du mystère, ramenées à une bonne conduite, à qui aujourd’hui la publicité de leur malheur ne laisse d’autre partie que de se jeter dans le vice le plus éperdu. » »